# Rati
Rati é a deusa hindu da volúpia, esposa de Kama ou Kamadeva, o deus do amor. Deusa dos prazeres eróticos.